# Missillac
Missillac é uma comuna francesa na região administrativa do País do Loire, no departamento de Loire-Atlantique. Estende-se por uma área de 59.55 km². Em 2010 a comuna tinha 5 435 habitantes (densidade: 91,3 hab./km²).